# تکیه دولت
تکیه دولت که از آن با عناوین دیگری همچون تکیه همایونی دولتی، تکیه قصر، تکیه بزرگ شاهی نیز نام برده شده است، بنایی بود که در عهد ناصرالدین شاه قاجار و به منظور اجرای مراسم تعزیه و برگزاری آئین‌های سوگواری و روضه خوانی در ایام عاشورا در تهران قدیم برپا شد. تکیه دولت نه تنها به لحاظ معماری و جنبه‌های تاریخی بلکه از لحاظ اجرای مراسم باشکوه تعزیه نیز دارای اهمیت خاصی بوده است.
این ساختمان در سویه جنوب شرقی کاخ موزه گلستان و در جنوب غربی شمس‌العماره، شمال سبزه‌میدان و روبه‌روی مسجد شاه تهران جای گرفته بود. ساختمان تکیه در سه طبقه و به شکل گِرد و آجری به قطر تقریبی شصت متر و به بلندای ۲۴ متر بود. مساحت آن حدود ۲۸۲۴ متر مربع و در میانه صحن تکیه، سکوی گردی وجود داشت که برای اجرای تعزیه در نظر گرفته شده بود. «محمدکریم پیرنیا» در کتاب «معماری ایران»، از معماری نه چندان شناخته شده به نام استاد «حسینعلی مهرین» به عنوان معمار این بنا نام برده است.
مجلس مؤسسانی که در ۱۳۰۴ تشکیل شد و احمد شاه را بر کنار کرد و رضاخان را به ریاست حکومت گمارد نیز در همین تکیه بر پا گردید.
تکیه دولت پس از سال‌ها ویرانه ماندن، در ۱۳۲۵ برای ساخت شعبه بانک ملی در بازار تهران تخریب شد و بیشتر عرصه آن زیربنای بانک گردید.
تکیه دولت را که اکنون اثری از آن به جا نمانده است، می‌توان نماد تهران در عصر ناصری تلقی نمود و آن را از معدود بناهایی دانست که علاوه بر تأثیر بسزایی که در تاریخ تعزیه داشته است، به عنوان یک شاهکار معماری عصر قاجار نیز مطرح بوده است.
ساختمان عظیم تکیه دولت که بعضی از جهانگردان و نویسندگان مغرب زمین آن را از حیث عظمت شبیه آمفی تئاتر ورونا در ایتالیا دانسته‌اند، در ضلع شرقی کاخ گلستان و در مجاورت شمس‌العماره قرار داشت و از آن به عنوان بزرگ‌ترین نمایشخانه تمام اعصار ایران نام برده شده است.

## پیشینه ساخت بنا

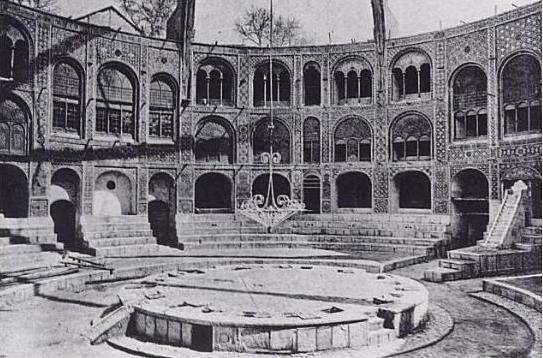
نمای درونی «تکیه دولت» تهران، زمان قاجار

گرچه در مورد تاریخ دقیق ساخت تکیه دولت، نقل قول‌های متفاوتی وجود دارد، اما گفته شده است که تکیه دولت، با فرمان ناصرالدین شاه قاجار در سال ۱۲۴۸ خورشیدی برابر با سال ۱۲۸۴ هجری قمری و با مباشرت دوستعلی خان معیرالممالک که در آن زمان سرپرست ضرابخانه شاهی بود، با صرف سرمایه‌ای بالغ بر ۳۰۰ تومان در کنار عمارت بادگیر و بر روی زندان سیاه‌چال بنا گردید. ساخت این بنا مدت حدود ۵ سال یعنی از ۱۲۸۵ تا حدود ۱۲۹۰ هجری قمری به درازا انجامید.
گفته می‌شود که قصد اولیه ناصرالدین شاه از ساختن این مرکز اختصاص آن به نمایش‌های غیرمذهبی بود زیرا در مسافرت‌هایش به اروپا با تئاترها و سالن‌های نمایش آنجا آشنا شده و چنین نمایش‌هایی موردپسندش واقع شده بود و به همین خاطر، ساختن این نمایشخانه همت گمارد. شباهت معماری این محل با معماری رویال آلبرت هال لندن (بزرگ‌ترین سالن تئاتر سلطنتی انگلستان) که توسط مهندسان انگلیسی طراحی و اجرا گردیده بود، سندی بر این مدعاست. با این وجود افرادی که از رویکرد غربی ناصرالدین شاه در ساخت تکیه دولت سخن گفته‌اند، معتقدند که هنوز ساخت آن به اتمام نرسیده بود که این رویکرد، موجی از نارضایتی مردم متدین آن زمان را باعث شد و در نتیجه ناصرالدین شاه آن مرکز را به موسیقی مذهبی به ویژه مراسم روضه‌خوانی و تعزیه‌گردانی اختصاص داد.
در خصوص علل ساخت تکیه دولت، یحیی ذکاء در کتاب تاریخچهٔ کاخ گلستان و ابنیهٔ سلطنتی، علت دیگری را مطرح کرده است، که به واقعیت نزدیک‌تر می‌نماید. وی می‌نویسد:
معتبرترین و وسیعترین تکیه‌های تهران که تعزیه‌های دولتی در آن برگزار می‌شد، تکیه «حاج میرزا آغاسی» (تکیه دولت قدیم) بود که تکیه «عباس‌آباد» نیز نامیده می‌شد. استقبال شدید مردم بخصوص زنان از نمایش‌های مذهبی، همچنین تنگی و کوچکی فضای تکیه عباس‌آباد، لاجرم ازدحام و ناراحتی تولید می‌کرد و کار اجرای شبیه‌گردانی را مختل می‌ساخت. اقتضای زمان و اوضاع نیز تکیه بزرگتر و وسیعتری را طالب بود، از این رو ناصرالدین شاه ضمن دادن دستور شروع بنای شمس‌العماره، امری نیز برای ایجاد تکیه بزرگی در داخل ارگ سلطنتی به دوستعلی خان معیرالممالک صادر کرد.
«محمدکریم پیرنیا» در کتاب «معماری ایران»، از معماری نه چندان شناخته شده به نام استاد «حسینعلی مهرین» به عنوان معمار تکیه دولت نام برده است.

## موقعیت تکیه دولت
گرچه در مورد موقعیت دقیق تکیه دولت، تفاوت‌هایی جزئی در اسناد برجای مانده موجود است، امّا بر اساس نقشه‌ای که عبدالغفارخان نجم‌الملک (یا همان نجم الدوله) در سال ۱۳۰۹ قمری از وضعیت طهران قدیم رسم کرده است، این بنا در ضلع جنوب شرقی کاخ گلستان و در جنوب غربی شمس‌العماره، شمال سبزه‌میدان و روبه روی مسجد شاه و در فاصله میان «کاخ ابیض» (موزه مردم‌شناسی کنونی در کاخ گلستان) و «عمارت الماس» جای داشته، جایی که پیش از آن بر اساس نقشه «اگوست کریشیش» اتریشی (۱۲۷۵ قمری) انبار دولتی ارگ شهر بر پا بوده است.
برخی قطعه زمین مورد استفاده برای احداث این بنا را، منزل مسکونی تخریب‌شدهٔ امیرکبیر دانسته‌اند و برخی دیگر نیز نوشته‌اند که منزل امیرکبیر همراه با قسمتی از زندانخانهٔ دولتی و سیاهچال که بقایای گرمابهٔ مخروبه‌ای بودند، در کنار چند انبار قدیمی، محل احداث تکیه دولت بوده است.
این بنا که عظیم‌ترین سالن نمایش در طول تاریخ ایران بود در محلهٔ ارگ و با گنجایش بیست هزار نفر ساخته شد. این تکیه با متراژی وسیع به صورت چند طبقه و به شکل آمفی تئاتر با تختی بزرگ در وسط و روپوشی آهنی ساخته شد و در مواقع تعزیه روی روپوش آهنی را چادر می‌کشیدند. استخوان‌بندی سقف این بنا به شکل گنبد در روی صحن بنا بود که در مواقع لزوم چادر یا پوشه‌ای بر روی آن می‌کشیدند تا مردم را از تابش آفتاب و باران محفوظ بدارند.

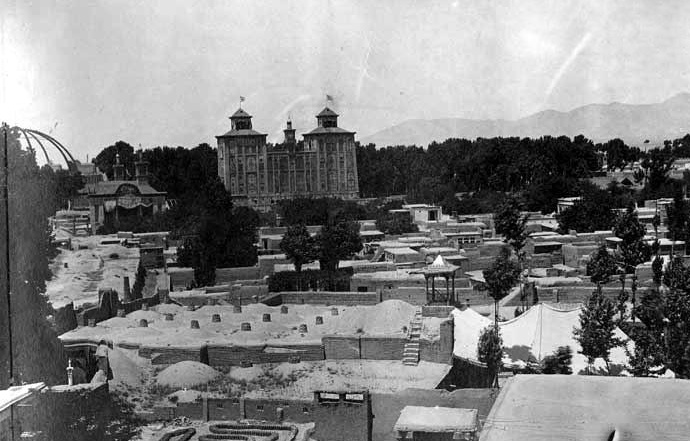
در این نگاره موقعیت تکیه دولت (سمت چپ تصویر) در ضلع جنوبی عمارت شمس‌العماره دیده می‌شود
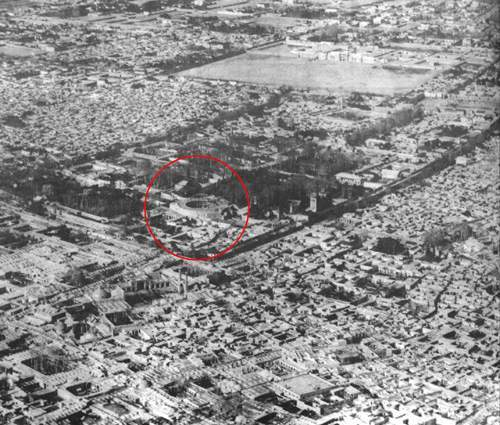
در این نگاره موقعیت تکیه دولت در ضلع جنوب شرقی کاخ گلستان با دایره مشخص شده است.
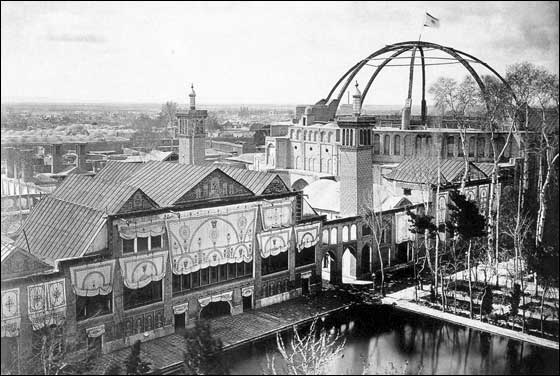
تکیه دولت در کنار عمارت بادگیر

## ویژگی‌های بنا

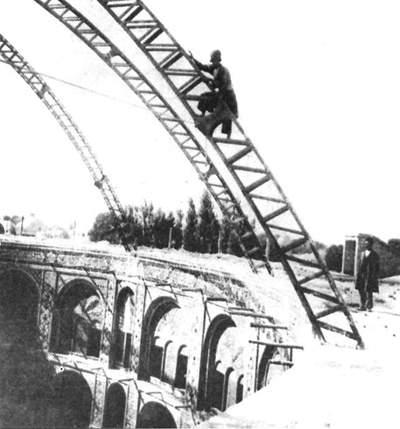
سازه سقف تکیه دولت

ساختمان تکیه دولت، ساختمانی سه‌طبقه و آجری، به صورت گرد و مدور و محیط بر محوطه وسیعی که قطر تقریبی آن را ۶۰ متر و ارتفاعش را در حدود ۲۴ متر مساحت این بنا را ۲۸۲۴ متر مربع ذکر کرده‌اند. این ساختمان در اصل سه طبقه بود، و با سردابه عظیمش چهار طبقه و تمام بنای آن از آجر تقریباً سفید ساخته شده بود.
البته پی بنا سست بود و بر روی خاک سستی قرار گرفته بود و همین امر از ابتدا مشکلاتی برای مقاومت و ایستایی آن پدیدآورده بود.
شکل کلی بنای تکیه دولت از بیرون به صورت منشوری ۸ ضلعی بود که در داخل به یک استوانه کامل با قطر میانی حدود ۶۰ متر تبدیل می‌شد. این بنا برای گنجایش حدود ۲۰ هزار نفر طراحی شده بود.
تکیه دولت تا پیش از احداث کاخ‌ها و ساختمان‌های بلند در اواخر دوره قاجار، از بلندترین بناهای پایتخت بود، به‌طوری‌که از ۵ فرسنگی شهر پیدا بود.

### صحن مرکزی
صحن مرکزی این بنا را داربستی از الوار و تیرهای چوبی می‌پوشاند که با بستها و تسمه‌های آهنی درهم چفت شده و بر روی دیوارهای بنا تعبیه شده بود و سقفی گنبدی را بر روی صحن تشکیل می‌داد که در مواقع لزوم چادر کرباسی ضخیمی بر روی آن می‌کشیدند
البته پس از آنکه این چوب بستها از چند جا شکست یا تَرَک برداشت، مهندس بتون فرانسوی به فرمان مظفرالدین شاه نیم قوسهایی آهنی به جای قوس‌های چوبی کار گذاشت. نیم قوس‌های آهنی دوازده عدد بود که هر کدام از پنج تکه مجزا تشکیل و با پیچ و مهره به هم وصل می‌شد و دیگر به پشت بندهای آجری در سقفِ اتاق‌های تکیه احتیاجی نبود.
همچنین در زمان سلطنت مظفرالدین شاه (۱۳۱۳–۱۳۲۴) چون فشار پوشش چوبی در طبقه چهارم بنا خرابی‌هایی ایجاد کرده بود و بیم آن می‌رفت که فشار پوشش باعث خرابی بنا شود، برای کاهش فشار و حفظ قسمت‌های دیگر بنا، از آن یک طبقه صرفنظر شد و طبقه آخر را ویران ساختند.

### ورودی‌های بنا
تکیه دولت سه ورودی داشت:

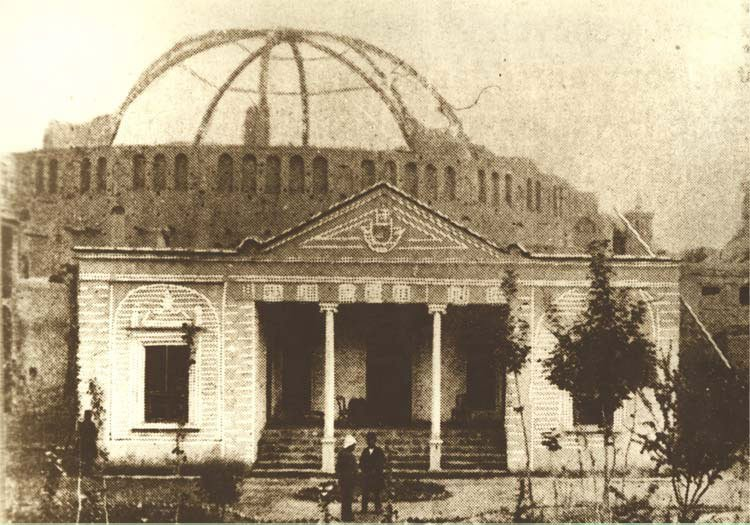
ورودی اصلی

- ورودی اول، ورودی اصلی و بزرگ در ضلع شرقی تکیه بود که برای ورود مردان با دری دو لنگه و سردری جناغی طراحی شده بود.[۱۱]
- ورودی دوم، ورودی ضلع غربی برای زنان، از سمت میدان ارگ با سردر جناغی و شش مناره کوچک در دو طرف که با کاشی مُعَقَّلی پوشیده شده بود.[۱۱]
- ورودی سوم: راهرو پر پیچ وخم و تاریکی بود که قسمت شاه نشین تکیه را به ضلع جنوبی کاخ گلستان وصل می‌کرد و شاه برای ورود به تکیه از آن می‌گذشت.[۱۲]

ورود به اتاق‌ها و خروج از آن‌ها از طریق راهروهای پشت آن‌ها صورت می‌گرفت.

### اتاق‌ها و طبقات بنا
در اطراف صحن، بیست طاق (هر یک به عرض ۷/۵ متر) با دیوارها و ستون‌های کاشی کاری قرار داشت و روی طاقها اتاق‌هایی در دو طبقه ساخته شده بود. اتاق‌های طبقهٔ اول ویژه وزیران و حکام ولایات بود که با نظارت ناظر یا کارپرداز کاخ، یا به اصطلاح آن دوره فراشباشی، میان آن‌ها تقسیم می‌شد.
اتاقهای طبقه دوم اُرُسی داشت و ویژه بانوان حرم بود. جلوی غرفه‌های طبقه فوقانی را پرده می‌کشیدند و هر غرفه متعلق به یکی از زنان حرم شاه بود که آن‌ها هم مهمان‌های خود را که از طبقه اعیان بودند، برای تماشای تعزیه به غرفه خود دعوت می‌کردند.
طبقه سوم، جایگاه نقاره‌چی‌ها بود که با نرده‌ای حفاظت می‌شد
در هر طبقه تکیه، غرفه‌ها و طاق نماهایی مشرف به فضای مرکزی وجود داشتند که هرکدام برای یکی از بزرگان کشوری و اعیان در نظر گرفته شده بود. تعدادی از این غرفه‌ها دارای در و پنجره‌های ارسی بودند و دسترسی به آنها، از طریق دالان‌ها و راه پله‌های پشت غرفه‌ها امکان‌پذیر بود.
در اطراف آن نیز طاقنماهائی ساخته بودند به عرض تقریبی هفت متر و نیم که ستون‌ها و دیوارهای خارجی آن کاشی‌کاری بود. روی این طاقنماها اتاق‌هایی در دو طبقه وجود داشت که پنجره‌های آن را به صورت «اُرُسی» درست کرده بودند. با وجود اینکه هیچگونه اهتمامی برای قرینه‌سازی در طرح اتاق‌ها و رواق‌ها به کار برده نشده بود، از عظمت و جلال بنا اصلاً کاسته نشده، سهل است که یک تنوع مطلوب و زیبایی در طرح کلی آن به وجود آورده بود که شخص از دیدنش لذت می‌برد.
پنجره جایگاه اختصاصی خاندان سلطنت که در عقب منبر و در مقابل جایگاه پادشاه قرار داشت دو برابر بلندتر از پنجره اتاق‌های دیگر و معماری آن با سایر اتاق‌ها متفاوت بود. این اتاق‌ها را با فرش‌های پرقیمت و پرده‌های زیبا زینت کرده بودند.
عرض طاقنماهائی که راه ورود و خروج به تکیه را تشکیل می‌داد با سایر طاقنما تفاوت داشت.

### ایوان ویژهٔ شاه

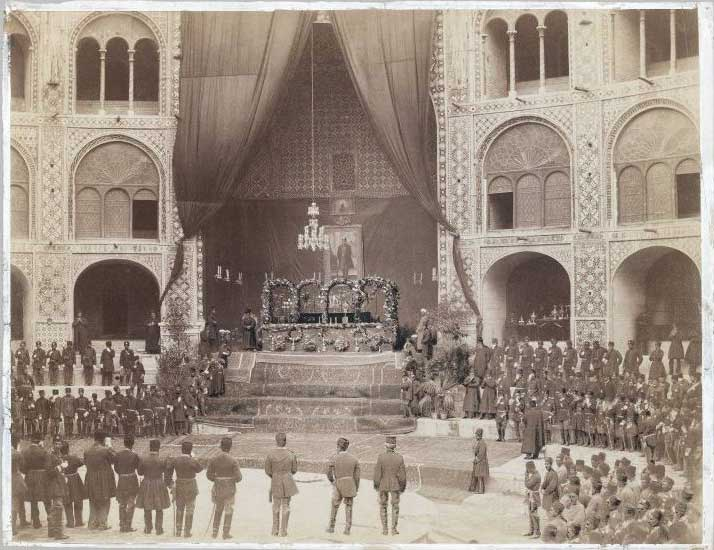
تابوت ناصرالدین‌شاه پیش از خاکسپاری
در حرم شاه عبدالعظیم، در ایوان ویژه شاه «تکیه دولت» قرار داشت

در یک سمت تکیه ایوان وسیعی دیده می‌شد که رواق آن با نقش‌های کاشی الوان و آجر زینت یافته بود. این ایوان وسیع جایگاه مخصوص مقام سلطنت بود.
اتاقِ ویژه شاه در تکیه دولت در طبقه دوم، ارتفاع بیشتر و سردر و سقف بلندتری داشت هنگام اجرای تعزیه پردهٔ توری سیاهی در برابر غرفه شاه آویخته می‌شد و شب‌ها هم در آن چراغی روشن نمی‌کردند و علت این کار این بود که شاه و مردم بتوانند آزادانه صحنه‌های تعزیه را تماشا کنند.
درونشد به اتاق‌ها و برونشد از آن‌ها از راه راهروهای پشت آن‌ها صورت می‌گرفت

### تزیینات داخلی
بر اساس وصف‌هایی که از فضای درونی تکیه دولت برجا مانده است، می‌توان گفت که تزیین در آن بیش از معماری کلی و نمای بیرونی اهمیت داشته است، به ویژه استفاده از شمعدان‌های چند شاخه و دیوارکوب‌ها و چلچراغ‌ها و شمع‌ها و مانند این‌ها که نورپردازی فضای تکیه را چشمگیر می‌کرد.

#### نورپردازی بنا
در وسط سقف تکیه دولت چهل‌چراغی آویزان بود که با چهل‌چراغ‌ها و قندیل‌ها و لاله‌هایی که در شب‌های تعزیه‌داری متجاوز از پنج‌هزار شمع در آن‌ها روشن بود، به آن بنا و مراسمی که در آن برگزار می‌شد، جلوه و جلال خاصی می‌بخشید.
با استفاده از شمعدان‌های چند شاخه و دیوارکوب‌ها و چلچراغها و شمع‌ها و مانند این‌ها که نورپردازی فضای تکیه را چشمگیر می‌کرد.
چلچراغی در وسط سقف قرار داشت چندی نیز با نیروی برق روشن می‌شد
، بخشی از نور تکیه، به ویژه سکوی وسط، از چراغ‌های لاله فنری با کاسه بلور که فراش‌ها حمل می‌کردند، تأمین می‌شد. تعداد شمع‌هایی که در تکیه افروخته می‌شد، به حدی بود که با مقاطعه جمع‌آوری پیه و گچ شمع‌های سوخته و نیمه سوخته، بخشی از مخارج روضه خوانی تأمین می‌گردید

#### سایر تزیینات

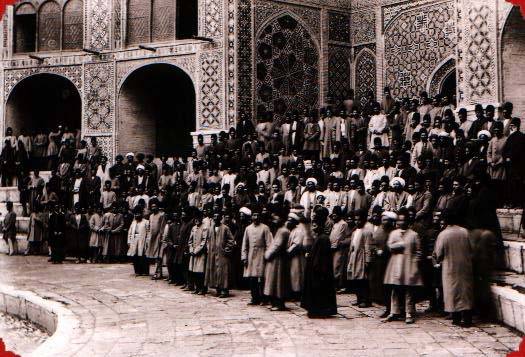
عکسی از تکیه دولت

گذشته از منابع نور، داخل تکیه را با تاج‌های گل و پارچه‌ها و قالی‌های گرانبها و آیینه می‌آراستند. تزیین هریک از طاق‌ها بر عهده یکی از رجال بود و رقابت میان آنان به شکوه بیشتر آرایه‌ها منجر می‌شد. بخش‌هایی نیز به درویشان اختصاص داشت که با تخت پوست، کشکول، بوق و تسبیح تزیین می‌شد. شاه نیز اثاثی خاص تکیه دولت تدارک دیده بود.
تزیین هر غرفه را یکی از رجال معروف و متمکن به عهده می‌گرفت و درنتیجه یک نوع رقابت مذهبی در این کار بین اشخاص ایجاد می‌شد.
در چهار طرف تکیه، حوض‌های پرآبی قرار داشت که نوجوانانی با لباس عربی، غالباً بر اساس نذر والدینشان، سقاییِ حاضران در تکیه را بر عهده داشتند، در زمستان برای تأمین گرما در چند جا منقل می‌گذاشتند.
گذشته از همه این‌ها عظمت و جلال تکیه بیشتر به سبب مراسم پرشکوهی بود که به نام «تعزیه» در آن برگزار می‌شد. در این مراسم در و دیوار را با چهل چراغ‌ها و قالیچه‌ها و شال‌های کشمیری و تابلوهای نفیس و سایر اشیاء گرانقیمت تزیین می‌کردند.

### منبر تکیه
در تکیه دولت، منبری بزرگ وجود داشت که برخی آن را دارای بیست پله و برخی دیگر دارای چهارده پله نوشته‌اند که دو دیواره جانبی آن از مرمر یکپارچه بود. بلندی آن حدود یک طبقه تکیه بود و به سفارش معیّرالممالک در یزد ساخته شده بود. این منبر را در زمان انقلاب مشروطه از تکیه خارج کرده و در میدان توپخانه گذاشته بودند و شیخ فضل اللّه نوری بر آن سخنرانی می‌کرد. در مقابل این ایوان در انتهای صحن تکیه، منبری از سنگ مرمر با چهار پله بر روی سکوی مرتفعی قرار داشت که قبل از شروع تعزیه چند واعظ بر روی آن وعظ می‌کردند و مردم را برای مشاهده وقایع تعزیه آماده می‌کردند.

### سکوی تکیه دولت
در وسط این محوطه سکوی گردی بود به شعاع تقریبی ۹ متر و ارتفاع ۹۰ سانتی‌متر با ازاره سنگی منقوش با قاب و شمسه قرار داشت که سطح آن آجرفرش بود. در این ازاره دریچه‌هایی تعبیه شده بود که احتمالاً به زیرزمین گشوده می‌شد. و برای رفتن بر روی سکو دو پلکان در دو سوی آن ساخته شده بود که هر یک دارای سه پله بود.
دور سکو، محوطه‌ای به عرض تقریبی شش متر برای گذر اسبها و دسته‌های موسیقی منظور شده بود. پلکانی در شش ردیف با یک پیش‌آمدگی دور تا دور صحن و پیوسته به ساختمان گِرد تکیه قرار داشت که مشرف بر صحن مرکزی و سکوی آن بود. این بخش، مخصوص زنان بود
دور این سکو جاده‌ای به عرض تقریبی شصت متر وجود داشت که بعضی از عملیات تعزیه از قبیل اسب‌سواری و پیکار و مسافرت و غیره در آن صورت می‌گرفت و وقایع را بهتر مجسم و آن را به واقع امر نزدیکتر می‌ساخت و در نتیجه به تأثیر آن می‌افزود.
در سمت دیگر این جاده نیز پله‌ای بود به ارتفاع تقریبی ۳۰ سانتی‌متر که صفه بسیار وسیعی را در پیرامون صحن تکیه تشکیل می‌داد که مختصری به سمت سکوی مرکزی شیب داشت تا زمانی که چهار زانو روی زمین می‌نشستند، بتوان به آسانی وقایع تعزیه را که روی سکو صورت می‌گرفت ببینند.
این قسمت که جای مخصوص زنان بود و متجاوز از هزار زن در روی آن می‌نشستند، به یک سلسله پلکان که دور تا دور صحن تکیه می‌گشت و دارای شش پله بود می‌رسید و به طاقنماها و غرفه‌های اطراف تکیه، می‌گردید.
فضای میانی تکیه به چند بخش تقسیم می‌شد؛ صحنه نمایش به صورت سکویی دایرهای با ارتفاعی حدود یک متر و قطر ۱۸ تا ۲۰ متر در مرکز استوانه برای اجرای مراسم تعزیه و شبیه خوانی طراحی شده بود که در چهار طرف پله‌هایی برای بالا رفتن از آن قرار داشت. پیرامون سکو، مسیری به عرض تقریبی شش متر برای حرکت اسب‌ها و سربازان تعزیه در نظر گرفته شده بود. بعد از این فضای شش متری، فضایی برای تماشاگران، سپس پلکان‌هایی سنگی (با شش پله) برای نشستن پیش‌بینی شده بود که تا دیواره بنا ادامه داشتند.

## سبک معماری تکیه دولت
بسیاری بر تأثیرپذیری معماری آن از سبک اروپایی و شباهت آن با تماشاخانه ورونا و آلبرت هال لندن تأکید کرده‌اند. برخی نیز با توجه به این نکته که تاریخ اولین سفر ناصرالدین شاه به فرنگ ۱۲۹۰ ه‍.ق و پس از ساخت تکیه دولت بوده است، از تأثیرپذیری آن از معماری سنّتی سخن گفته‌اند.
تکیه دولت را می‌توان نماد تهران دوره ناصری دانست.

## کاربری تکیه دولت

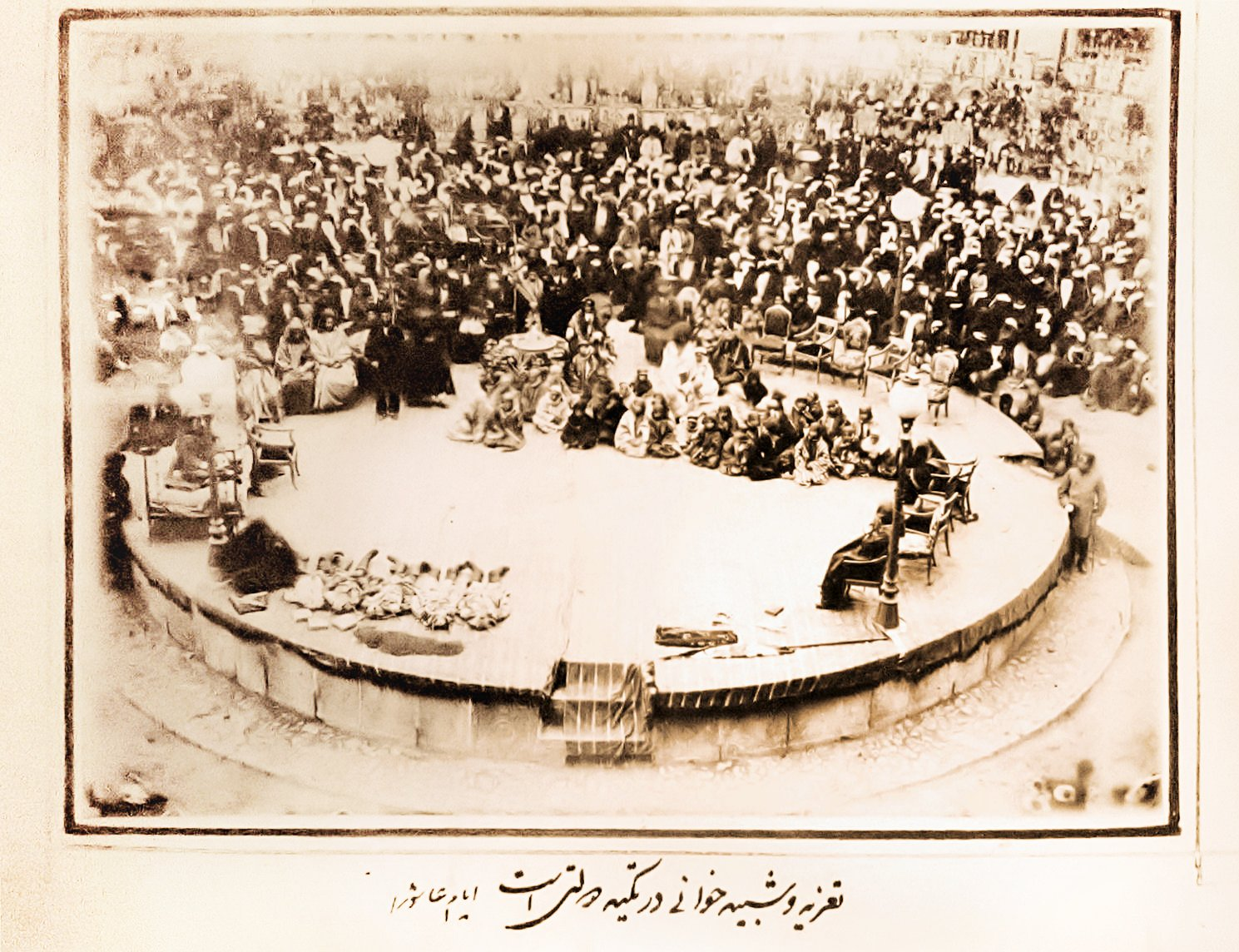
تعزیه و شبیه‌خوانی در تکیه دولت

### تعزیه‌خوانی
مدیر تکیه «معین البکاء» بود که خود موسیقیدانی مطلع به‌شمار می‌رفت. او نقش هر یک از شبیه‌خوان‌ها را تعیین می‌کرد و او را تعزیه‌گردان تکیه دولت نوشته‌اند. ناصرالدین شاه میرزا نصرالله اصفهانی (تاج‌الشعرا) را مأمور جمع‌آوری اشعار قدیمی تعزیه و همکاری با معین البکاء و سرایش اشعار بر روی برخی از الحان کرد.

### گردهمایی سیاسی
پس از برکناری محمدعلی‌شاه کاربرد تکیه دولت برای تعزیه‌خوانی بازداشته شد و در سال ۱۳۰۴ خورشیدی به مجلس مؤسسان تبدیل شد و پس از آن بی‌کاربرد رها شد و رو به ویرانی نهاد و در حدود سال ۱۳۲۷ خورشیدی برای ساخت شعبه بانک ملی، تکیه دولت را خراب کردند.

### برخی وقایع تاریخی مهم در این بنا

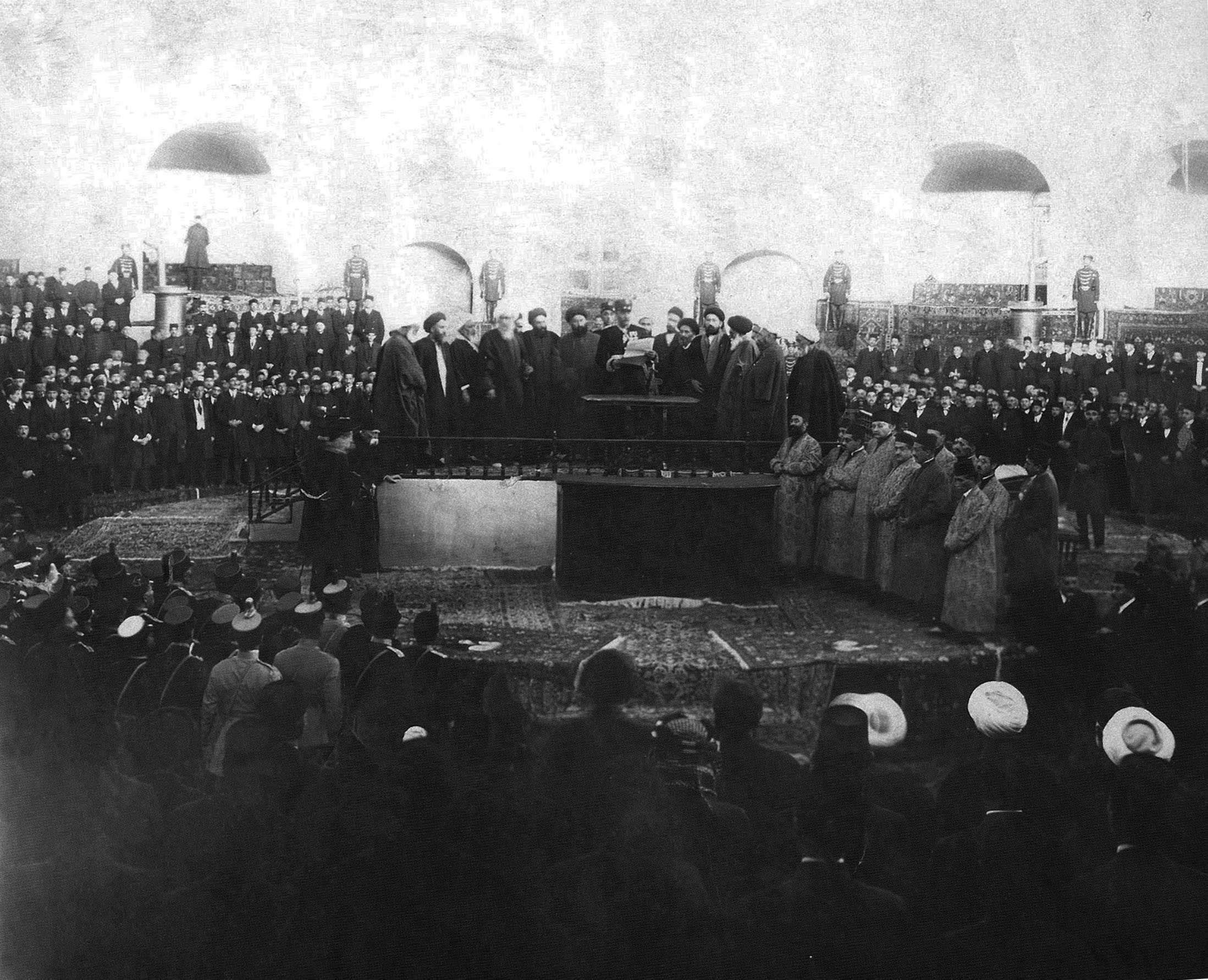
سوگند رضا شاه در پیشگاه مجلس مؤسسان در تکیه دولت در روز در بیست و چهارم آذر ۱۳۰۴

تعزیه‌خوانی در تکیهٔ دولت تا پایان دوره قاجار برپا بود و استفاده از بنای آن نیز تا سال‌های آغازین دوره پهلوی دوم تداوم داشت. از این جهت، در بسیاری از وقایع مربوط به اواخر عصر قاجار و اوایل عصر پهلوی به نام تکیه دولت برمی‌خوریم. به عنوان نمونه پس از کشته شدن ناصرالدین‌شاه پیکرش پیش از خاکسپاری در حرم شاه عبدالعظیم، در ایوان ویژهٔ شاه «تکیه دولت» جای گرفته بود و مراسم عزاداری درگذشتش در تکیه دولت برگزار شد. همچنین پس از مرگ مظفرالدین شاه جنازهٔ وی در مراسم باشکوهی به آنجا برده شد و تا انتقال آن به عتبات در همان‌جا بود. در محرّم ۱۳۲۶ نیز محمدعلی شاه، مطابق رسم معمول همه ساله، به تکیه رفت و در پی هجوم جمعیت تلفاتی به بار آمد.
مجلس مؤسسانی که در پانزدهم آذر ۱۳۰۴ تشکیل شد و احمد شاه را بر کنار کرد و رضاخان را به ریاست حکومت موقت گمارد، در تکیه دولت بر پا گردید.
در سال‌های ۱۳۰۲ خورشیدی با بازسازی برخی از بخش‌های تکیه، آن را برای برگزاری «نمایشگاه امتعه وطنی» مورد بهره‌برداری قرار دادند.

## برخی نظرات دربارهٔ تکیه دولت
پژوهشگران از جمله بهرام بیضائی، مهدی فروغ و یحیی ذکاء نیز معتقدند که ساختمان تکیه دولت بر اساس طرح میدانها و برخی کاروانسراها و تکایا طراحی و ساخته شده بود. اعتمادالسلطنه، وزیر انطباعات ناصرالدین شاه، در یادداشت‌های خود در مورد تکیه دولت چنین نوشته است:
«تکیه دولت از بناهای بسیار عالی دولتی است که مدور و چهار طبقه ساخته شده و همه از آجر است و هشت نیم‌دایره از چوب‌های کلفت و آهن برای سقف آن ساخته‌اند که در صنعت نجاری آن بسیار مهارت به کار رفته. در ایام محرم پارچه‌ای از کرباس به روی آن طاق‌های چوبی می‌کشند که از باران و آفتاب محفوظ باشد و در اطراف تکیه هم بعضی بناهای عالی ساخته‌اند و این بنا و تکیه در میدان شهر مثل یک کوه عظیمی است که از پنج فرسنگی تهران پیداست؛ و به جز این بنا، گنبدهای مساجد و غیره که بسیار مرتفع هستند، هیچ نمایان نیستند»

## تکیه دولت در نوشته‌های خاورشناسان
برخی پژوهشگران همچون «خانم «ارلاسرنارا»، «دکتر فوریه» و «لرد کرزن» معماری تکیه دولت را برگرفته از “رویال آلبرت هال (Royal Albert Hall)” لندن یا تماشاخانه‌ها و آمفی‌تئاترهای غربی دانسته‌اند. البته با توجه به اینکه سفر اول ناصرالدین شاه به اروپا در سال ۱۲۹۰ هجری قمری انجام گرفته و طبق اسناد تکیه دولت طی سالهای ۹۰ – ۱۲۸۴ هجری قمری ساخته شده بود، این نظر تا اندازه‌ای تأمل‌برانگیز است.
ساموئل بنجامین، در کتاب «ایران و ایرانیان» مشاهدات خود را از تکیه دولت طی سال‌های ۱۳۰۰ تا ۱۳۰۳ هجری قمری که در ایران بود، چنین می‌نویسد:
«موقعی که از کالسکه پیاده شدم، با کمال تعجب ساختمان استوانه‌ای شکل مجللی را در مقابل خود دیدم که به وسعت و بزرگی آمفی‌تئاتر «ورونا» بود و با آجر و سنگ به سبک بسیار زیبایی ساخته شده بود… ظاهراً معمار بزرگ این تکیه خواسته بود ثابت کند که نقشه یک ساختمان را طوری می‌توان طرح کرد که بدون دکوراسیون و تزیین هم ابهت و جلال خود را حفظ کند. ضمناً طوری تنوع در فرم و شکل غرفه‌های اطراف به کار برده بود که چشم را خسته نمی‌کرد. خود این تنوع زیبایی خاصی به تکیه می‌داد. در حقیقت معمار هنرمند، نبوغ و استعداد ذاتی خود را در این ساختمان بی‌مانند نشان داده است. غرفه‌هایی که برای شاه در نظر گرفته شده بود ارتفاع بیشتری داشت و بلندی سقف و سردر آن درست دو برابر غرفه‌های مجاور بود… تردیدی ندارم که اگر این تکیه یا آمفی تئاتر به جای آجر، مانند آمفی تئاترهای روم قدیم از سنگ مرمر هم ساخته می‌شد، باز به هیچ وجه بر زیبایی و عظمت آن افزوده نمی‌شد. واقعاً توصیف زیبایی طاق‌ها و سردرهای هلالی‌شکل تکیه امکان‌پذیر نیست. ایرانی‌ها در حقیقت استاد این نوع معماری در جهان هستند. قطعی است که ایرانیان طاق‌های هلالی شکل را خیلی قبل از رومی‌ها می‌ساخته‌اند. رومی‌ها این سبک را از ایرانی‌ها تقلید کرده‌اند و با آنکه به طاق‌های هلالی‌شکل خود خیلی مباهات می‌کنند، با این حال هرگز کار آن‌ها به زیبایی و اصالت کار ایرانیان نیست.»
سال ۱۳۹۷ کتاب تکیه دولت نوشته و تحقیق علیرضا قاسم خان توسط انتشارانت علمی و فرهنگی منتشر شد. اهمیت این کتاب در نزد محققان به دوموضوع برمی گردد، موضوع اول به اهمیت خود بنای تکیه دولت و موضوع دوم به کار پژوهشی صورت گرفته از سوی محقق در تشریح مسایل، زدودن اشتباهات تاریخی، ارایه مدارک، عکسهای نایاب و نگاه همه‌جانبه وی به موضوع است.

## فرجام تکیه دولت

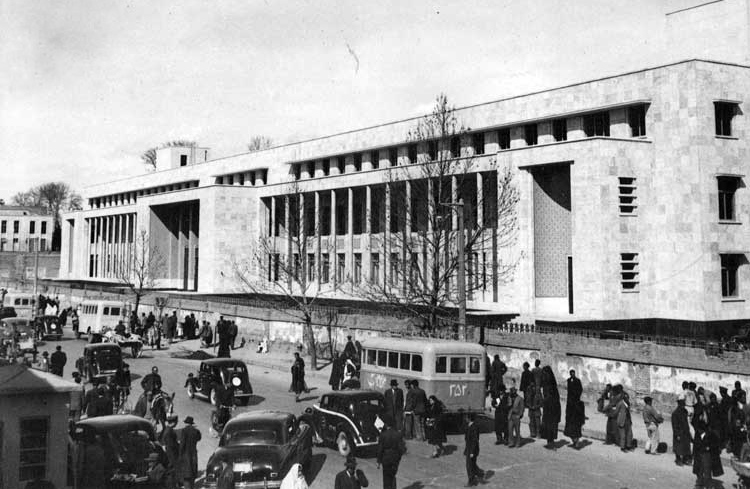
تکیه دولت برای ساخت این ساختمان ویران شد

تکیه دولت، پس از مشروطه با نفوذ و تأثیر فرهنگ و هنر غرب بر کشور و پیدایش تئاتر و نمایش جدید در ایران، ارزش و اهمیت پیشین خود را از دست داد. حتی گاهی مراسمی غیر از اجرای تعزیه نیز در آن برگزار شد، تکیه دولت، عظیم‌ترین نمایشخانه تاریخ ایران، سال‌ها متروک و نیمه‌مخروبه بود تا اینکه در سال ۱۳۲۵ خورشیدی و به منظور ساخت بانک ملی شعبهٔ بازار، آن را تخریب کردند و بیشتر عرصهٔ آن زیربنای بانک گردید.
امروزه یکی از معدود آثار باقی‌مانده که توصیفی از وضعیت تکیه دولت در اختیار ما می‌گذارد، تابلوی تصویر تکیه دولت در اثر کمال‌الملک نه تنها از لحاظ طرح و ترکیب و رنگ آمیزی اثری بدیع و شاهکاری نفیس است، بلکه از آنجا که نشان‌دهندهٔ طراحی و معماری یک بنای عظیم تاریخی است و مخصوصاً از این جهت که بیان‌گر مراسم پرجلال و شکوه تعزیه‌داری است، به‌عنوان گویاترین سند مهم ملی، پرارزش است.

## نگارخانه

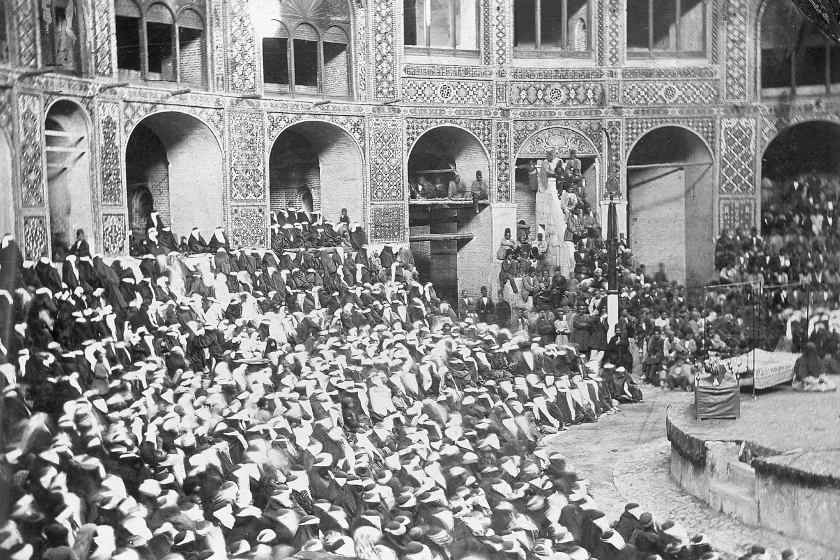
تماشاچیان تعزیه
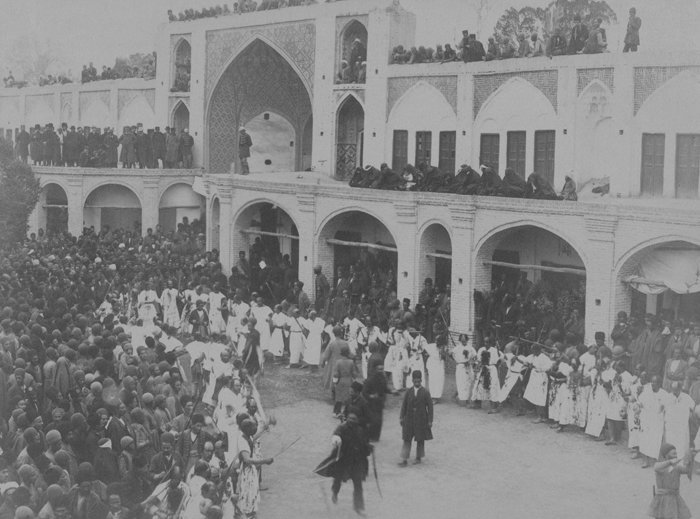
نمایش تعزیه در تکیه دولت
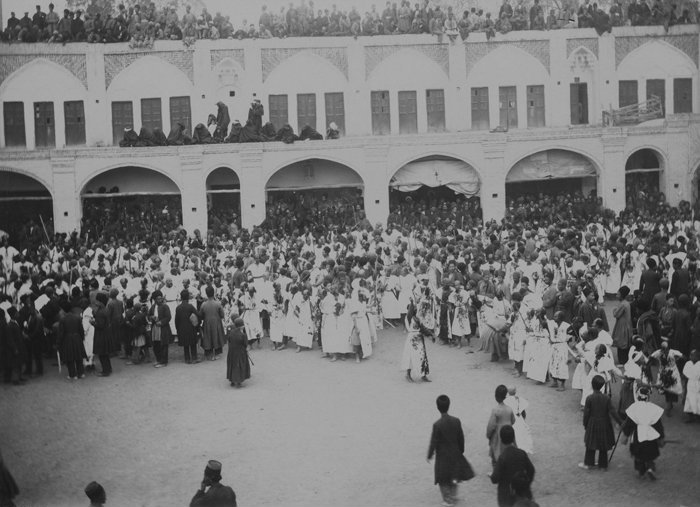
نمایش تعزیه در تکیه دولت